# صامويل يبواه
صامويل يبواه (بالإنجليزية: Samuel Yeboah)‏ (8 أغسطس 1986 بأكرا في غانا - ) هو لاعب كرة قدم غاني في مركز الهجوم. شارك مع منتخب غانا لكرة القدم. أما مع النوادي، فقد لعب مع بيتار القدس ونادي جينك ونادي شريف تيراسبول ونادي هبوعيل تل أبيب ونيا سلاميس فاماغوستا ونادي أسدود ونادي هارت أوف ليونز وهبوعيل كفار سابا ‏.

## روابط خارجية
- صامويل يبواه على موقع قاعدة بيانات كرة القدم.إي يو (الإنجليزية)
- صامويل يبواه على موقع ناشيونال فوتبول تيمز (الإنجليزية)
- صامويل يبواه على موقع Soccerway.com (الإنجليزية)
- صامويل يبواه على موقع عالم كرة القدم.نت (الإنجليزية)